# Plectiscidea arctica
Plectiscidea arctica är en stekelart som först beskrevs av Per Abraham Roman 1930.  Plectiscidea arctica ingår i släktet Plectiscidea och familjen brokparasitsteklar. Inga underarter finns listade i Catalogue of Life.